# Phlebodes
Phlebodes là một chi bướm ngày thuộc họ Bướm nâu, subfamily Hesperiinae.